# Liste des enfants des présidents de la République française
Cet article dresse la liste des enfants des présidents de la République française, y compris ceux du conjoint, et les enfants illégitimes ou allégués. Elle donne leurs noms complets, ainsi que les noms d'usage. Le cas des personnalités politiques chargées de l'intérim, en particulier Alain Poher, n'est pas détaillé ici.

## Louis-Napoléon Bonaparte
Louis-Napoléon Bonaparte a eu deux enfants naturels avec la lingère du Fort de Ham Eléonore Vergeot : Eugène Bure, comte d'Orx (1843-1910), diplomate, et Alexandre Bure, comte de Labenne (1845-1882), receveur des finances. Une fois empereur, Napoléon III aura un fils, Louis-Napoléon (prince impérial de France), avec Eugénie de Montijo, impératrice des Français. 
| Enfant(s)      | Durée de vie                      | Profession            | Conjoint(s)              | Note(s) |
| -------------- | --------------------------------- | --------------------- | ------------------------ | --- |
| Eugène Bure    | 25 février 1843 - 14 février 1910 | Diplomate             | Alphonsine-Pauline Homel | maire de Saint-André-de-Seignanx (1885-1910) conseiller général du canton de Saint-Martin-de-Seignanx. Père de quatre enfants |
| Alexandre Bure | 19 mars 1845 - 11 février 1882    | Receveur des finances | Marie-Henriette Paradis  | Père de Georges Bure |

## PatriceetÉlisabeth de Mac Mahon
| Enfant(s)                                 | Durée de vie                        | Profession         | Conjoint(s)                                                                   | Note(s) |
| ----------------------------------------- | ----------------------------------- | ------------------ | ----------------------------------------------------------------------------- | --- |
| Patrice de Mac Mahon, duc de Magenta      | 10 juin 1855 – 23 mai 1927          | Général de brigade | Marguerite d'Orléans (1869-1940)                                              | Père de : - Marie Élisabeth de Mac Mahon (19/06/1899-27/09/1951) enterrée au Cimetière du Bourg de Voreppe (rue Porte Saint-Laurent) - Amélie Françoise Marie de Mac Mahon (1900-1987) enterrée au Cimetière communal de Bois-Sainte-Marie - Maurice Jean Marie de Mac Mahon |
| Eugène de Mac Mahon, comte de Mac Mahon   | avril 1857 – 15 juin 1907           | inconnu            | n'a pas eu de conjoint                                                        | |
| Emmanuel de Mac Mahon, comte de Mac Mahon | 26 novembre 1859 - 6 juin 1930      | Général de brigade | Marie Marguerite Antoinette Camille Chinot de Fromessent (1872-1960)          | Père de : - Marthe Amélie de Mac Mahon - Marie Brigitte Marie de Mac Mahon - Patrick Maurice Gaston Joseph de Mac Mahon |
| Marie Marguerite de Mac-Mahon             | 1er février 1863 – 1er juillet 1954 | inconnu            | Eugène Norbert Henri d'Hallwin de Piennes de Magnelais de Thouaré (1856-1902) | |

## JulesetCoralie Grévy
| Enfant(s)   | Durée de vie                   | Conjoint(s)               | Note(s) |
| ----------- | ------------------------------ | ------------------------- | --- |
| Alice Grévy | 29 mai 1849 – 29 décembre 1938 | Daniel Wilson (1840-1919) | Mère de : - Marguerite-Coralie-Julie-Henriette-Marie Wilson - Jeanne-Alice-Marie Wilson - Suzanne-Hélène Wilson Son mari est à l'origine du scandale des décorations, contraignant Jules Grévy à la démission. |

## SadietCécile Carnot
| Enfant(s)       | Durée de vie                                    | Conjoint(s)                                                            | Note(s) |
| --------------- | ----------------------------------------------- | ---------------------------------------------------------------------- | --- |
| Claire Carnot   | 26 mai 1864 – 20 mars 1920                      | Paul Cunisset (1849-1919)                                              | Mère de : - Émilie Cunisset-Carnot - Marie-Thérèse Cunisset-Carnot - Pierre-Sadi Cunisset-Carnot                                                                                        |
| Sadi Carnot     | 27 mai 1865 – 21 janvier 1948                   | Madeleine Soubiran (1881-1907) Marguerite Duchesne-Fournet (1878-1938) | Père de : - Claire Carnot (première épouse) - Pierre-Sadi Carnot (seconde épouse) - Lucie Carnot (seconde épouse) - Jeanne Carnot (seconde épouse) - Marguerite Carnot (seconde épouse) |
| Ernest Carnot   | 26 septembre ou décembre 1866 - 15 janvier 1955 | Marguerite Chiris (1874-1962)                                          | Père de : - Marie Carnot - Claude-Sadi Carnot - Cécile Carnot - Cécile Claire Marguerite Carnot - Odette Carnot - Lazare Carnot Député de la Côte-d'Or de 1895 à 1898                   |
| François Carnot | 22 février 1872 - 24 décembre 1960              | Valentine Chiris (1877-1927)                                           | Père de : - Anne Carnot - Claude Carnot - Françoise Carnot Député de la Côte-d'Or de 1902 à 1910 et de Seine-et-Oise de 1910 à 1914.                                                    |

## JeanetHélène Casimir-Perier
| Enfant(s)               | Durée de vie                        | Profession | Conjoint(s)                                       | Note(s)                                                  |
| ----------------------- | ----------------------------------- | ---------- | ------------------------------------------------- | -------------------------------------------------------- |
| Claude Casimir-Perier   | 17 septembre 1880 – 12 janvier 1915 |            | Pauline Benda, dite « Madame Simone » (1877-1985) | Mort pour la France lors de la Première Guerre mondiale. |
| Germaine Casimir-Perier | 24 septembre 1881 – 28 octobre 1968 |            | Edme Sommier (1873-1945)                          |                                                          |

## FélixetBerthe Faure
| Enfant(s)        | Durée de vie              | Conjoint(s)               | Note(s) |
| ---------------- | ------------------------- | ------------------------- | --- |
| Lucie Faure      | 4 mai 1866 - 22 juin 1913 | Georges Goyau (1869-1939) | |
| Antoinette Faure | 1871 – 1950               | René Berge (1862-1948)    | Mère de : - Jacques Berge (1893-1914, mort pour la France) - François Berge (1897-1979) - André Berge (1902-1995) |

## ÉmileetMarie-Louise Loubet
| Enfant(s)              | Durée de vie                     | Conjoint(s)                                               | Note(s) |
| ---------------------- | -------------------------------- | --------------------------------------------------------- | --- |
| Marguerite Loubet      | 18 juin 1870 – 5 juin 1964       | Humbert de Soubeyran de Saint-Prix (1866-1916), magistrat | Mère de : - Jean de Soubeyran de Saint-Prix, sans alliance - Pierre de Soubeyran de Saint-Prix, marié sans enfant - Anne Marie Catherine Paule de Soubeyran de Saint-Prix (née et morte en 1905) |
| Denis Joseph Loubet    | 11 juillet 1871 – 4 février 1873 |                                                           | |
| Paul Auguste Loubet    | 13 mai 1874 – 7 janvier 1948     | sans alliance                                             | |
| Philibert-Émile Loubet | 10 mai 1892 – 17 mai 1916        | sans alliance                                             | |

## ArmandetJeanne Fallières
| Enfant(s)            | Durée de vie                     | Conjoint(s)            | Note(s) |
| -------------------- | -------------------------------- | ---------------------- | --- |
| Anne-Marie Fallières | 14 juillet 1874 – 30 mai 1962    | Jean Lanes (1859-1940) | Mère de : - Pierre Lanes - André Lanes                                                                        |
| André Fallières      | 30 septembre 1875 – 20 août 1968 | sans alliance          | A été notamment ministre du Travail et des Affaires sociales dans le quatrième gouvernement Raymond Poincaré. |

## PauletGermaine Deschanel
| Enfant(s)                  | Durée de vie                         | Conjoint(s)                                                 | Note(s)                                                                          |
| -------------------------- | ------------------------------------ | ----------------------------------------------------------- | -------------------------------------------------------------------------------- |
| Renée Antoinette Deschanel | 14 septembre 1902 – 11 mars 1977     | Henry Waldmann (1883-1940) Charles Claude Duval (1903-1973) | Mère d'une fille (2e mariage) - Marie-Pierre Duval                               |
| Jean Deschanel             | 1er septembre 1904 – 24 janvier 1963 | France Moreau (née en 1895 - décédée)                       | Haut fonctionnaire, député d'Eure-et-Loir de 1932 à 1942.                        |
| Louis-Paul Deschanel       | 27 mai 1909 – 16 septembre 1939      | sans alliance                                               | Mort pour la France à Shoeneck aux premiers jours de la Seconde Guerre mondiale. |

## AlexandreetJeanne Millerand
| Enfant(s)         | Durée de vie                       | Conjoint(s)                             | Note(s)                                                        |
| ----------------- | ---------------------------------- | --------------------------------------- | -------------------------------------------------------------- |
| Jean Millerand    | 23 mai 1899 – 24 juin 1972         | Andrée Lebert (1908-1972)               | père de deux fils : - Philippe - Thierry                       |
| Alice Millerand   | 5 septembre 1902 – 31 janvier 1980 | sans alliance                           |                                                                |
| Jacques Millerand | 10 juin 1904 – 30 décembre 1979    | Marie (« Miquette ») Lazard (1906-1994) | Père de cinq enfants : - Anne - Lise - Claire - Denis - Hélène |
| Marthe Millerand  | 22 juillet 1909 – 15 août 1975     | Jean-Paul Alfassa (1917-1999)           |                                                                |

## PauletBlanche Doumer
| Enfant(s)       | Durée de vie | Conjoint(s)       | Note(s) |
| --------------- | ------------ | ----------------- | --- |
| Fernand Doumer  | 1879 – 1972  | Madeleine Despret | Officier et industriel. Trois enfants : - Françoise - René - Jean-Pierre                                                |
| Hélène Doumer   | 1880 – 1968  | Pierre Emery      | Mère de trois fils (Paul, Georges et Marcel)                                                                            |
| Marcel Doumer   | 1886 – 1918  | Jeanne Cattlain   | Ingénieur, capitaine aviateur. Mort pour la France lors de la Première Guerre mondiale. Deux enfants : - Lucile - André |
| René Doumer     | 1887 – 1917  | Henriette Matray  | Employé en banque. Père d'un enfant (Andrée). Mort pour la France lors de la Première Guerre mondiale.                  |
| André Doumer    | 1889 – 1914  | sans              | Lieutenant d’artillerie. Mort pour la France lors de la Première Guerre mondiale.                                       |
| Armand Doumer   | 1890 – 1923  | sans              | Docteur en médecine. Mort pour la France à la suite d'un gazage lors la Première Guerre mondiale.                       |
| Lucille Doumer  | 1893 – 1917  | Georges Crété     | Mère de deux enfants : - Henri Crété - Jean Crété                                                                       |
| Germaine Doumer | 1897 – 1985  | Georges Lemaire   | Résistante, a abattu un sous-officier allemand en 1940. Une fille : - Madeleine Lemaire                                 |

## AlbertetMarguerite Lebrun
| Enfant(s)    | Durée de vie | Conjoint(s)                    | Note(s)                                                      |
| ------------ | ------------ | ------------------------------ | ------------------------------------------------------------ |
| Jean Lebrun  | 1902 – 1980  | Bernadette Marin (1910-1999)   | Père de : - Jean-Paul - François - Gérard - Hubert - Chantal |
| Marie Lebrun | 1904 – 1984  | Jean Freysselinard (1898-1988) | Mère de : - Anne-Marie - Pierre - Hélène                     |

## VincentetMichelle Auriol
| Enfant(s)   | Durée de vie                      | Conjoint(s)                   | Note(s)                                                                                    |
| ----------- | --------------------------------- | ----------------------------- | ------------------------------------------------------------------------------------------ |
| Paul Auriol | 15 septembre 1918 – 26 avril 1992 | Jacqueline Auriol (1917-2000) | Père de : - Jean-Claude - Jean-Paul Secrétaire général adjoint de l'Élysée de 1947 à 1954. |

## RenéetGermaine Coty
| Enfant(s)       | Durée de vie           | Conjoint(s)                             | Note(s)                                                                           |
| --------------- | ---------------------- | --------------------------------------- | --------------------------------------------------------------------------------- |
| Geneviève Coty  | 27 avril 1908 – 1987   | Louis Félix Egloff-Bertrand (1897-1995) | Mère de : - Janine - Françoise - Anne-Marie - Hélène - Béatrice - Marie-Gabrielle |
| Anne-Marie Coty | 27 juillet 1910 – 1987 | Maurice Georges (1901-1975)             | Mère de : - Annie - Pierre - Marie-Claire - Élisabeth                             |

## CharlesetYvonne de Gaulle
| Enfant(s)           | Durée de vie                      | Profession | Conjoint(s)                                   | Note(s) |
| ------------------- | --------------------------------- | ---------- | --------------------------------------------- | --- |
| Philippe de Gaulle  | 28 décembre 1921– 12 mars 2024    | Amiral     | Henriette de Montalembert de Cers (1929-2014) | Père de : - Charles de Gaulle - Yves de Gaulle - Jean de Gaulle - Pierre de Gaulle Sénateur de Paris de 1986 à 2004. |
| Élisabeth de Gaulle | 15 mai 1924 – 2 avril 2013        |            | Alain de Boissieu (1914-2006)                 | Mère de : - Anne de Boissieu                                                                                         |
| Anne de Gaulle      | 1er janvier 1928 – 6 février 1948 |            | sans alliance                                 | Atteinte d'une trisomie 21, elle meurt d'une pneunomie.                                                              |

## GeorgesetClaude Pompidou
| Enfant(s)                | Durée de vie                      | Conjoint(s)                                      | Note(s)                                                                                 |
| ------------------------ | --------------------------------- | ------------------------------------------------ | --------------------------------------------------------------------------------------- |
| Alain Pompidou (adoptif) | 5 juillet 1942 - 12 décembre 2024 | Sophie Gintz (née en 1946), puis Nicole Pompidou | Député européen de 1989 à 1999. Trois fils du 1er mariage : - Thomas - Romain - Yannick |

## ValéryetAnne-Aymone Giscard d'Estaing
| Enfant(s)                      | Durée de vie                 | Conjoint(s)                                                  | Note(s)                                                                                   |
| ------------------------------ | ---------------------------- | ------------------------------------------------------------ | ----------------------------------------------------------------------------------------- |
| Valérie-Anne Giscard d'Estaing | née le 1er novembre 1953     | Gérard Montassier (né en 1937) Bernard Fixot (né en 1943)    | Mère de : - Guillaume Fixot - Iris Fixot                                                  |
| Henri Giscard d'Estaing        | né le 17 octobre 1956        | Wilhelmine Jeanne Mathilde Elisabeth Sickinghe (née en 1956) | Père de : - Frédéric Giscard d'Estaing - Sophie Giscard d'Estaing - May Giscard d'Estaing |
| Louis Giscard d'Estaing        | né le 20 octobre 1958        | Nawal-Alexandra Ebeid (1959-2011) Claire Labic (née en ?)    | Père de : - Pierre-Louis Giscard d'Estaing Député du Puy-de-Dôme de 2002 à 2012.          |
| Jacinte Giscard d'Estaing      | 3 mai 1960 - 16 janvier 2018 | Philippe Guibout (né en 1950)                                | Mère de : - Martin Guibout                                                                |

## François Mitterrand

### AvecDanielle Mitterrand
| Enfant(s)                  | Durée de vie                        | Conjoint(s)                                                                        | Note(s) |
| -------------------------- | ----------------------------------- | ---------------------------------------------------------------------------------- | --- |
| Pascal Mitterrand          | 10 juillet 1945 - 30 septembre 1945 | —                                                                                  | Mort deux mois après sa naissance. |
| Jean-Christophe Mitterrand | né le 19 décembre 1946              | Élisabeth, dite Minouche Dupuy (née en 1949) Francesca Brenda (née en ?)           | Père de : - Adrien Mitterrand (première épouse) |
| Gilbert Mitterrand         | né le 4 février 1949                | Françoise Lafargue (née en 1956) Corina Jeannette Martha Van Huigevoort (née en ?) | Père de : - Pascale Mitterrand (première épouse) - Justine Mitterrand (première épouse) - Guillaume Mitterrand (seconde épouse) Député de la Gironde de 1981 à 1993 et de 1997 à 2002. |

### AvecAnne Pingeot
| Enfant(s)        | Durée de vie            | Conjoint(s)                                                                          | Note(s)                                                              |
| ---------------- | ----------------------- | ------------------------------------------------------------------------------------ | -------------------------------------------------------------------- |
| Mazarine Pingeot | née le 18 décembre 1974 | Ali Baddou (né en 1974) Mohamed Ulad-Mohand (né en 1966) Didier Le Bret (né en 1963) | Mère de : - Astor Ulad-Mohand - Tara Ulad-Mohand - Marie Ulad-Mohand |

## JacquesetBernadette Chirac
| Enfant(s)       | Durée de vie                | Conjoint(s)                                                                             | Note(s)                                                                                               |
| --------------- | --------------------------- | --------------------------------------------------------------------------------------- | --- |
| Laurence Chirac | 4 mars 1958 - 14 avril 2016 | sans alliance                                                                           | Atteinte d'anorexie mentale, elle a fait plusieurs tentatives de suicide.                             |
| Claude Chirac   | née le 6 décembre 1962      | Philippe Habert (1958-1993) Thierry Rey (né en 1959) Frédéric Salat-Baroux (né en 1963) | Mère de : - Martin Rey-Chirac (second époux) Conseillère en communication de son père de 1989 à 2007. |

Le couple a recueilli en 1979 et hébergé pendant deux ans à l'Hôtel de ville de Paris une jeune vietnamienne des boat people, Anh Đào Traxel (née le 22 août 1957), qui les considère comme ses seconds parents.

## Nicolas Sarkozy

### Avec Marie-Dominique Sarkozy
| Enfant(s)                        | Durée de vie             | Conjoint(s)                   | Note(s)                                  |
| -------------------------------- | ------------------------ | ----------------------------- | ---------------------------------------- |
| Pierre Sarkozy, dit « DJ Mosey » | né le 24 août 1985       |                               |                                          |
| Jean Sarkozy                     | né le 1er septembre 1986 | Jessica Sebaoun (née en 1986) | Père de : - Solal Sarkozy - Lola Sarkozy |

### AvecCécilia Sarkozy
| Enfant(s)     | Durée de vie        | Conjoint(s) | Note(s) |
| ------------- | ------------------- | ----------- | ------- |
| Louis Sarkozy | né le 28 avril 1997 | —           |         |

### AvecCarla Bruni-Sarkozy
| Enfant(s)      | Durée de vie           | Conjoint(s) | Note(s)                                                                                       |
| -------------- | ---------------------- | ----------- | --------------------------------------------------------------------------------------------- |
| Giulia Sarkozy | née le 19 octobre 2011 | —           | Premier enfant d'un président de la Cinquième République né dans l'exercice de ses fonctions. |

## François HollandeetSégolène Royal
| Enfant(s)         | Durée de vie            | Conjoint(s)                                                    | Note(s) |
| ----------------- | ----------------------- | -------------------------------------------------------------- | --- |
| Thomas Hollande   | né le 17 novembre 1984  | Joyce Jonathan (née en 1989) Émilie Broussouloux (née en 1991) | Père, avec Émilie Broussouloux, de deux enfants : - Jeanne - Noé                                                                |
| Clémence Hollande | née le 28 juin 1986     | inconnu                                                        | |
| Julien Hollande   | né le 22 décembre 1987  | inconnu                                                        | |
| Flora Hollande    | née le 1er juillet 1992 | inconnu                                                        | Premier enfant d'un ministre (sa mère) dont la naissance est exposée médiatiquement dans l'histoire de la République française. |

## EmmanueletBrigitte Macron
Emmanuel (né en 1977) est le beau-père des trois enfants de Brigitte Macron : Sébastien Auzière (né en 1975), Laurence Auzière-Jourdan (née en 1977), avec laquelle il était en classe au lycée, et Tiphaine Auzière (née en 1984).

## Pour approfondir